# فرودگاه ایقالیوت
فرودگاه ایقالیوت (به انگلیسی: Iqaluit Airport)(به اینوکتیتوت: ᐃᖃᓗᖕᓂ ᒥᑦᑕᕐᕕᒃ، ایقالونگنی میتتارویک) یک فرودگاه همگانی باربری با کد یاتا YFB است که یک باند فرود آسفالت دارد. این فرودگاه در کشور کانادا قرار دارد و در ارتفاع ۳۴ متری از سطح دریا واقع شده‌است.

## شرکت‌های هواپیمایی و مقصدهای پروازی
| شرکت‌های هواپیمایی | مقصدهای پروازی |
| ----------------- | --- |
| ایر نوناووت       | چارتر: آرکتیک‌بی، کیپ درسیت، کلاید ریور، هال بیچ، ایگلولیک، پایگاه هوایی ماری ریور، مونترآل-پییر الیوت ترودو، نوک، مک‌دونالد-کارتیر اتاوا، پانگنیرتونگ، پاند اینلت، کیکیکتارجواگ، رانکین اینلت، رزولوت بی، یلونایف  |
| Canadian North    | کیپ درسیت، کلاید ریور، هال بیچ، ایگلولیک، مک‌دونالد-کارتیر اتاوا، پانگنیرتونگ، پاند اینلت، کیکیکتارجواگ، رانکین اینلت، یلونایف                                                                                     |
| First Air         | آرکتیک‌بی، کیپ درسیت، چسترفیلد اینلت، کلاید ریور، کورال هاربر، هال بیچ، ایگلولیک، کیمیروت، کویواک، مونترآل-پییر الیوت ترودو، مک‌دونالد-کارتیر اتاوا، پانگنیرتونگ، پاند اینلت، کیکیکتارجواگ، رانکین اینلت، رزولوت بی |
| Nolinor Aviation  | چارتر: منطقه واترلو، پایگاه هوایی ماری ریور |